# 아니스 벤하티라
아니스 벤하티라 (Änis Ben-Hatira, 1989년 1월 12일 ~ )는 독일 태생의 튀니지 축구 선수로 포지션은 공격형 미드필더이다. 현재 라리사 FC에서 활약하고 있다.

## 선수 경력
독일 유스 국가대표팀에서 뛰던 그는 2012년 2월 튀니지 성인 국가대표팀에 발탁되었다.